# 歐洲51年
《歐洲51年》（義大利語：Europa '51）是一部於1952年上映的意大利新现实主义電影。該片由羅伯托·羅塞里尼執導，並由英格丽·褒曼和亞歷山大·諾克斯主演。電影講述一名女性在兒子自殺後被宣佈瘋掉了。

## 背景
長期著迷於亞西西的方濟各，羅伯托·羅塞里尼決定創作一部電影，讓一個圣人角色身處在義大利戰後的環境，並展示了這樣做的後果。電影的佈景由經驗豐富的未来主义建築師維吉里奧·馬爾基設計。

## 劇情
實業家喬治·吉拉德和妻子艾琳是一對生活在罗马戰後的有錢夫婦。他們有一個兒子米歇爾，而他們舉辦很多派對以至於他們的兒子感到被忽視。在晚宴上，米歇爾一直在努力引起母親的注意，但與體貼的母親相比，艾琳更像成為客人眼中好的女主人，這讓米歇爾嘗試從樓梯摔下幾層來自殺，而導致髖部骨折。
艾琳在醫院裡承諾永遠不會離開米歇爾，並會變得更加體貼，但他沒多久死於血栓。艾琳因傷心欲絕而臥床10天，當她終於從兒子死亡的痛苦中走出來時，她尋求表兄安德里亞·卡薩蒂的幫助來克服悲傷。安德里亞是出版人和共產黨員，並決定她需要去看到「羅馬的另一面」，而將她帶到城市較貧窮的地區。
當安德里亞提到有一個貧窮的家庭，當中兒子需要昂貴的藥物時，她立即決定提供幫助，捐出她的錢來幫助孩子。艾琳因貧民窟中可怕的生活條件而感到震驚。她在河邊的棚子裡遇到了一個身無分文的女人帕塞罗歐托，並幫助她照顧一堆衣衫襤褸的孩子。艾琳為帕瑟托設法得到一份工廠工作，甚至在第一天就讓她充任這份工作。她對工廠的工作條件感到震驚，她認為這是奴隸制。然後，艾琳照顧即將死於結核的妓女。
同樣，一位與她成為朋友的牧師也最終在他向她屈服於神的呼籲中退縮了，而艾琳與他關於神的「真慈悲」進行了一段很長的討論，當窮人受苦時卻沒有人做些什麼。
由於幫助了這些人，她在家里呆的時間越來越少。喬治和艾琳的母親對她的不辭而別感到擔心，而喬治指控她與安德里亞有染，這使她離開了他。她在幫助一個逃避盜竊之罪的男孩（她曾告訴他要自首）之後，最終被警察逮捕。艾琳對喬治的反應過度感到震驚，以至於她沒有試圖與他爭辯，但她的丈夫和當局決定將她安置在精神病院，並拋棄了她。
最終她被帶到審查委員會，以決定她是否將永久留在那裡。他們覺得她幫助人的生活準則對這個脆弱的戰後社會是危險，所以她將會被關一輩子。她所幫助的人們，以及許多她沒有幫助過的人，站在單間牢房窗戶外面，向他們的新“守護神”祈禱。最後一幕是艾琳的臉龐透過鐵柵欄低頭看著他們，露出一抹微笑。

## 角色
- 英格丽·褒曼 飾 艾琳·吉拉德（義大利配音是名為莉迪亞·西蒙妮斯基）
- 亞歷山大·諾克斯（英语：Alexander Knox） 飾 喬治·吉拉德
- 埃托雷·贾尼尼（英语：Ettore Giannini） 飾 安德里亞·卡薩蒂
- 朱列塔·玛西纳 飾 帕塞罗歐托
- 馬切拉·羅維納（英语：Marcella Rovena） 飾 普格里西太太
- 蒂娜·佩娜 飾 切塞拉
- 桑德羅·弗朗奇 飾 米歇爾·吉拉德
- 瑪麗亞·扎諾利（英语：Maria Zanoli） 飾 加里夫人
- 特蕾莎·佩拉蒂 飾 伊內斯
- 西爾瓦娜·維羅內塞
- 威廉·塔布斯（英语：William Tubbs） 飾 亞歷山德里尼教授
- 阿爾伯特·帕爾巴尼 飾 普格里西先生
- 埃萊奧諾拉·巴拉科
- 阿方索·迪·斯特凡諾
- 阿爾弗雷德·布朗 飾 醫院神父

## 外部鏈接
- 互联网电影数据库（IMDb）上《歐洲51年》的资料（英文）
- AllMovie上《歐洲51年》的资料（英文）
- TCM电影资料库上《歐洲51年》的资料（英文）